# Talinen
Talinen är en ort i Pajala kommun, Norrbottens län. Orten ligger i Tärendö distrikt (Tärendö socken), cirka 1 kilometer nordväst om Tärendö och cirka 2 kilometer från länsväg 394.
SCB räknade Talinen som en småort vid den första avgränsningen år 1990. Sedan 2010 har befolkningen varit färre än 50 personer och området räknas därför inte längre som en småort. I augusti 2020 fanns det enligt Ratsit 44 personer över 16 år registrerade med Talinen som adress.

## Befolkningsutveckling
| Befolkningsutvecklingen i Talinen 1990–2005   | Befolkningsutvecklingen i Talinen 1990–2005 | Befolkningsutvecklingen i Talinen 1990–2005 | Befolkningsutvecklingen i Talinen 1990–2005 | Befolkningsutvecklingen i Talinen 1990–2005 |
| --------------------------------------------- | ------------------------------------------- | ------------------------------------------- | ------------------------------------------- | ------------------------------------------- |
|                                               |                                             |                                             |                                             |                                             |
| År                                            |                                             |                                             | Folkmängd                                   | Areal (ha)                                  |
| 1990                                          | 1990                                        |                                             | 74                                          | 27#                                         |
| 1995                                          | 1995                                        |                                             | 64                                          | 27#                                         |
| 2000                                          | 2000                                        |                                             | 65                                          | 29#                                         |
| 2005                                          | 2005                                        |                                             | 57                                          | 29#                                         |
| Anm.: Upphörde som småort 2010. # Som småort. |                                             |                                             |                                             |                                             |

## Näringsliv
I Talinen ligger Krekula & Lauri såg AB och Tärendö Byggservice AB.